# Hannah Taylor-Gordon
Hannah Taylor-Gordon (Londen, 6 maart 1987) is een Engelse actrice.
Ze debuteerde als kind in The House of the Spirits uit 1993 in regie van Bille August. In de Amerikaanse miniserie/televisiefilm Anne Frank: The Whole Story uit 2001 over het leven van Anne Frank vertolkte zij de hoofdrol. Daarvoor werd ze genomineerd in de categorie Vrouwelijke hoofdrol in een miniserie of televisiefilm op de 53e Primetime Emmy Awards en in de categorie Beste actrice in een televisiefilm of miniserie tijdens de 6e Satellite Awards. Ze had ook een rolletje in Vipère au poing van Philippe de Broca uit 2004. Ze studeerde kunstgeschiedenis aan het University College London en drama aan de London Academy of Music and Dramatic Art. In 2008 volgde ze een cursus aan het Lee Strasberg Theatre and Film Institute.